# Hipismo nos Jogos Olímpicos de Verão da Juventude de 2010 - Saltos individual
A competição de saltos individuais do hipismo nos Jogos Olímpicos de Verão da Juventude de 2010 foi disputada nos dias 22 (rodada A) e 24 (rodada B e final) de agosto na Singapore Turf Club Riding Centre, em Cingapura. Um total de 29 conjuntos participou do evento. Os oito melhores se classificaram para o salto final.

## Medalhistas
| Ouro   | URU Marcelo Chirico      |
| Prata  | COL Mario Gamboa         |
| Bronze | KSA Dalma Rushdie Malhas |

## Resultados
| Pos.              | Cavaleiro/Amazona                      | Cavalo                   | Preliminares | Preliminares | Preliminares | Preliminares | Preliminares | Preliminares | Final       | Final       |
| Pos.              | Cavaleiro/Amazona                      | Cavalo                   | Rodada A     | Rodada A     | Rodada B     | Rodada B     | Rodada B     | Total A+B    | Penal.      | Tempo       |
| Pos.              | Cavaleiro/Amazona                      | Cavalo                   | Penal. salto | Pos.         | Penal. salto | Penal. tempo | Total B      | Total A+B    | Penal.      | Tempo       |
| ----------------- | -------------------------------------- | ------------------------ | ------------ | ------------ | ------------ | ------------ | ------------ | ------------ | ----------- | ----------- |
| Medalha de ouro   | URU Marcelo Chirico                    | Links Hot Gossip         | 0            | 1            | 0            | 0            | 0            | 0            | 0           | 42.35       |
| Medalha de prata  | COL Mario Gamboa                       | LH Titan                 | 0            | 1            | 0            | 0            | 0            | 0            | 14          | 60.63       |
| Medalha de bronze | KSA Dalma Rushdie Malhas               | Flash Top Hat            | 4            | 10           | 0            | 0            | 0            | 4            | 0           | 38.35       |
| 4                 | RSA Samantha McIntosh                  | Little Miss Sunshine     | 0            | 1            | 4            | 0            | 4            | 4            | 0           | 40.32       |
| 5                 | QAT Abdurahman Al Marri                | Emmaville Persuasion     | 4            | 10           | 0            | 0            | 0            | 4            | 4           | 38.61       |
| 6                 | POL Wojciech Dahlke                    | Travelling Soldior       | 0            | 1            | 4            | 0            | 4            | 4            | 4           | 40.03       |
| 7                 | SYR Mohamad Alanzarouti                | Van Diemen               | 4            | 10           | 0            | 0            | 0            | 4            | 4           | 40.75       |
| 8                 | AUS Thomas McDermott                   | Hugo                     | 0            | 1            | 4            | 0            | 4            | 4            | 8           | 52.18       |
| 9                 | SUI Martin Fuchs                       | Midnight Mist            | 8            | 16           | 0            | 0            | 0            | 8            | Não avançou | Não avançou |
| 9                 | LBA Abduladim Mlitan                   | Belcam Hinnerk           | 8            | 16           | 0            | 0            | 0            | 8            | Não avançou | Não avançou |
| 9                 | UAE Sheikh Ali Abdulla Majid Alqassimi | Pearl Monarch            | 4            | 10           | 4            | 0            | 4            | 8            | Não avançou | Não avançou |
| 9                 | GUA Juan Diego Saenz Morel             | Little Plains            | 4            | 10           | 4            | 0            | 4            | 8            | Não avançou | Não avançou |
| 9                 | EGY Mohamed Abdalla                    | Buzzword                 | 0            | 1            | 8            | 0            | 8            | 8            | Não avançou | Não avançou |
| 9                 | KAZ Timur Patarov                      | Chatham Park Rosie       | 0            | 1            | 8            | 0            | 8            | 8            | Não avançou | Não avançou |
| 9                 | CAN Dominique Shone                    | Roxy Girl                | 0            | 1            | 8            | 0            | 8            | 8            | Não avançou | Não avançou |
| 9                 | BRA Guilherme Foroni                   | The Hec Man              | 0            | 1            | 8            | 0            | 8            | 8            | Não avançou | Não avançou |
| 17                | HKG Jasmine Zin Man Lai                | Butterfly Kisses         | 8            | 16           | 4            | 0            | 4            | 12           | Não avançou | Não avançou |
| 17                | SIN Pei Jia Caroline Chew              | Gatineau                 | 8            | 16           | 4            | 0            | 4            | 12           | Não avançou | Não avançou |
| 17                | USA Eirin Bruheim                      | Lenny Hays               | 8            | 16           | 4            | 0            | 4            | 12           | Não avançou | Não avançou |
| 20                | ALG Zakaria Hamici                     | Aph Mr. Sheen            | 4            | 10           | 8            | 1            | 9            | 13           | Não avançou | Não avançou |
| 21                | BAR Kelsey Bayley                      | Virtuous Flare           | 12           | 23           | 4            | 0            | 4            | 16           | Não avançou | Não avançou |
| 21                | NZL Jake Lambert                       | Le Lucky                 | 12           | 23           | 4            | 0            | 4            | 16           | Não avançou | Não avançou |
| 23                | CHI Alberto Schwalm                    | Stoneleigh Eddie         | 16           | 27           | 4            | 0            | 4            | 20           | Não avançou | Não avançou |
| 23                | BEL Nicola Philippaerts                | Gippsland Girl           | 8            | 16           | 12           | 0            | 12           | 20           | Não avançou | Não avançou |
| 23                | PAN Alejandra Ortiz                    | Sobraon Park Fancy Pants | 8            | 16           | 12           | 0            | 12           | 20           | Não avançou | Não avançou |
| 26                | CHN Zhengyang Xu                       | Foxdale Villarni         | 12           | 23           | 12           | 2            | 14           | 26           | Não avançou | Não avançou |
| 27                | OMA Sultan Al Tooqi                    | Joondooree Farms Damiro  | 12           | 23           | 16           | 0            | 16           | 28           | Não avançou | Não avançou |
| 28                | ZIM Yara Hanssen                       | Ap Akermanis             | 25           | 28           | 24           | 0            | 24           | 49           | Não avançou | Não avançou |
| 29                | ARG Maria Victoria Paz                 | Glen Haven Accodale      | Eliminada    | Eliminada    | Não avançou  | Não avançou  | Não avançou  | Não avançou  | Não avançou | Não avançou |